# Destructeur de documents
Pour les articles homonymes, voir Déchiqueteuse, destructeur (homonyme) et destructeur (homonyme).

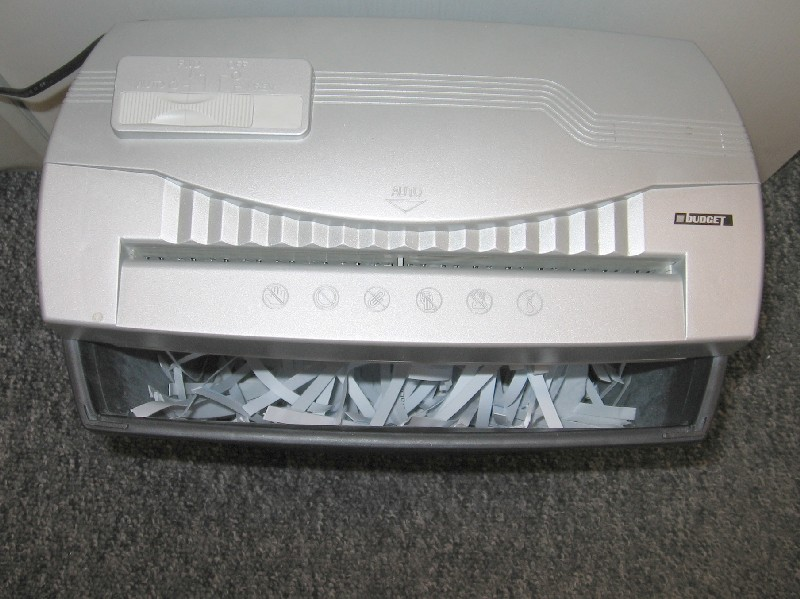
Un destructeur de documents : le bac contient les lamelles de papier issues du déchiquetage.

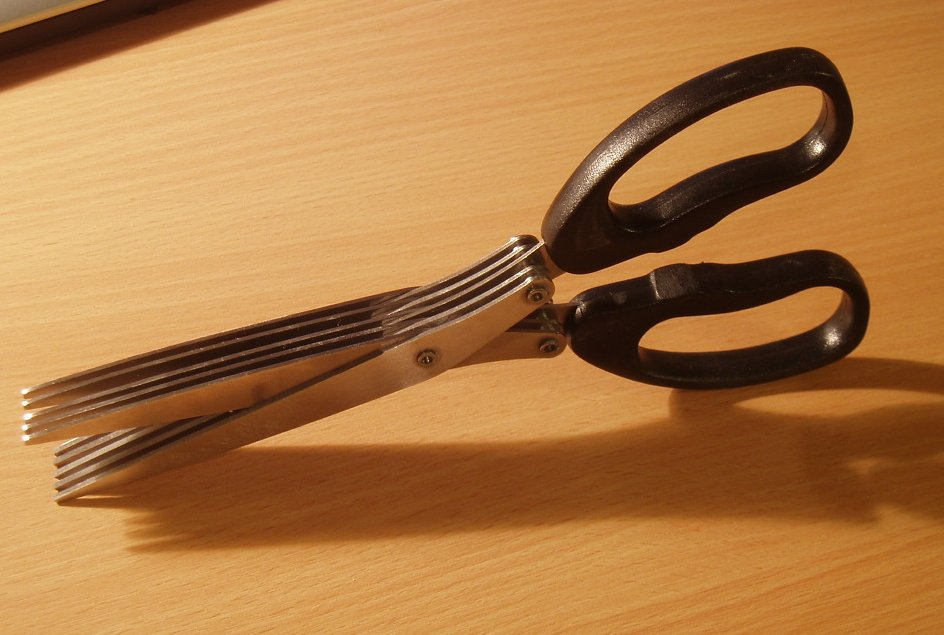
Ciseaux pour détruire des documents.

Un destructeur de documents, encore appelé déchiqueteur ou déchiqueteuse, ou plus marginalement machine à détruire les documents, effilocheuse, lacéreuse ou corbeille électrique, est un appareil utilisé dans les bureaux pour détruire, généralement en réduisant en petits morceaux, les documents papier contenant des informations que l'utilisateur juge sensibles, afin de rendre leur consultation impossible après leur destruction, et ainsi préserver leur confidentialité. Accessoirement, le bac recevant les résidus des documents sert souvent de corbeille à papier.
Il faut toutefois avoir une attitude de méfiance vis-à-vis de la confidentialité apportée par ce type d'appareils. En effet, en fonction de la mise en page du document originel, ainsi que de la largeur des bandelettes produites par l'appareil, il est souvent possible de reconstituer manuellement un document au format A4 en quelques minutes. Les appareils produisant des bandelettes de 4 à 5 mm constituent le cœur du marché, et n'apportent 
qu'un premier niveau de confidentialité, basé essentiellement sur la dissuasion.
Plus la largeur des bandelettes est étroite et la mise en page du document simple, plus difficile sera la reconstitution du document une fois déchiqueté.
En tout état de cause, tout document déchiqueté en bandelettes verticales est reconstituable ; tout est question de patience.
De tels appareils sont principalement utilisés par les organisations gouvernementales, les banques et les entreprises, respectivement pour éviter l'espionnage et l'espionnage industriel, mais les particuliers peuvent également s'en servir pour protéger leur vie privée ou pour détruire les documents qui pourraient permettre d'usurper leur identité dans le but de commettre des fraudes (relevés bancaires contenant des numéros de compte par exemple).

## Norme DIN 66399
Les destructeurs de documents sont classés par la norme DIN 66399 (qui remplace la norme DIN 32757) en différentes classes et niveau de protection indiquant le niveau de sécurité de la coupe des documents. Plus le niveau est élevé, plus la reconstitution du document sera longue et compliquée en raison d'une découpe plus fine des documents.
Les niveaux de sécurité sont identifiés par une lettre indiquant la nature des objets détruits, la lettre P pour les documents papiers, suivi d'un chiffre de 1 à 7.
La norme comprend 3 classes :
- Classe 1 : Protection normale, pour les documents internes dont la divulgation aurait un impact négatif sur l'entreprise ou présenterait un risque d'usurpation d'identité pour le particulier.
  - Niveau de sécurité P1 : découpe en bandes de moins de 12 mm
  - Niveau de sécurité P2 : découpe en bandes de moins de 6 mm
  - Niveau de sécurité P3 : bandes de moins de 2 mm ou particules de moins de 320 mm²
- Classe 2 : Protection élevée, pour les documents confidentiels dont la divulgation aurait un impact considérable ou enfreindrait des obligations légales de l'entreprise, ou qui présenterait un risque sur la position économique et sociale d'un individu
  - Niveau de sécurité P4 : particules de moins de 160 mm² de largeur inférieure à 6 mm
  - Niveau de sécurité P5 : particules de moins de 30 mm² de largeur inférieure à 2 mm
- Classe 3 : Protection très élevée, pour les documents confidentiels et top secrets dont la divulgation aurait des conséquences menaçant l'existence de l'entreprise, d'une entité ou d'un gouvernement, ou qui menacerait la santé, la sécurité, la vie ou la liberté d'un individu
  - Niveau de sécurité P6 : particules de moins de 10 mm² de largeur inférieure à 1 mm
  - Niveau de sécurité P7 : particules de moins de 5 mm² de largeur inférieure à 1 mm